# Голдстоун (фильм)
«Голдстоун» (англ. Goldstone) — австралийский кинофильм режиссёра Ивана Сена, снятый им по собственному сценарию и вышедший на экраны в 2016 году. Продолжение фильма Сена «Таинственный путь» 2013 года. В «Голдстоуне», действие которого происходит три года спустя, полицейский Джей Сван оказывается в шахтёрском городке, где вступает в противостояние с мэром и руководством добывающей компании, вовлечёнными в коррупцию и торговлю людьми.
Премьера фильма состоялась на кинофестивале в Сиднее 8 июня 2016 года. В 2018—2022 годах был создан телесериал «Таинственный путь», первые два сезона которого рассказывают о событиях, произошедших между событиями фильмов «Таинственный путь» и «Голдстоун», а третий сезон является приквелом и повествует о молодости главного героя.

## Сюжет
После событий у шоссе Мистери-роуд прошло три года. Опустившийся, много пьющий детектив Джей Сван (позже становится известно, что его дочь погибла) приезжает в маленький шахтёрский городок Голдстоун, где полгода назад пропала азиатская туристка. Его появление оказывается нежелательным для мэра городка Морин и начальника добывающей компании Furnace Creek Джонни: оба они давно в сговоре и сейчас как раз собираются получить лицензию на расширение зоны добычи ископаемых. Они действуют методом подкупа и хотят, чтобы Джей поскорее убрался из их владений. Последний этап перед получением лицензии — это разрешение со стороны общины аборигенов, старейшины которой должны поставить свои подписи под документами; одного из них, Томми, уже удалось подкупить.
Несмотря на то, что проход на территорию компании Furnace Creek запрещён, Джой проезжает туда и в бинокль наблюдает, как из небольшого частного самолёта выходят несколько азиатских девушек, а в самолёт заходят несколько других. В действительности эти девушки втянуты в проституцию и должны «отработать» в салоне возле городка в счёт своих долгов; присматривает за ними пожилая миссис Лао. Их паспорта у них отбирают, а за непослушание угрожают наказывать. Джей делится своими сомнениями с молодым полицейским Джошем — тот давно работает в Голдстоуне и подчинён мэру, поэтому пытается убедить Джея, что даже если всё обстоит именно так, тому не удастся изменить систему. Тем не менее, в душе Джоша зарождаются сомнения, и он приходит в салон «Ранчо», где работают девушки, пытаясь поговорить с ними. Все они молчат, кроме Мэй, с которой у Джоша завязываются дружеские отношения.
Тем временем проходит церемония, на которой Морин и Джонни выступают перед общиной аборигенов. Томми уже готов подписать документы, но другой пожилой абориген Джимми уходит в знак протеста. Позже Джей разговаривает с ним — оказывается, Джимми когда-то знал отца Джея. На следующее утро неизвестный подбрасывает Джею конверт с паспортом пропавшей полгода назад девушки. В то же утро находят повесившимся Джимми — при этом у Джея возникает предположение, что его могли устранить как препятствие на пути мэра и Джонни. Позже Томми приходит к Джошу и признаётся в убийстве Джимми, а также в неоднократном получении взяток от Морин при оформлении документов компании. Джей находит старика, подбросившего паспорт пропавшей девушки, который показывает ему место, где был паспорт, и говорит, что там часто собираются охранники Furnace Creek и стреляют. Джей находит сначала пару обуви, а затем скелет, по всей видимости принадлежащий пропавшей туристке.
В это время Морин и Джонни, поняв, что проигрывают, готовят пути отхода. Джош обнаруживает, что девушек увезли из «Ранчо». Он приходит к Морин, которая уничтожает бумаги, и требует встречи с теми, кто увёз девушек. Ему назначают встречу на пустоши рядом с трейлером. Там никого не оказывается, но к Джошу на двух автомобилях приезжают бандиты от Джонни, которые заставляют его рыть себе могилу. Джей, который тайно преследовал Джоша на своей машине, открывает огонь из ружья по бандитам, и те уезжают. Вместе с Джошем они едут в Furnace Creek, разыскивая девушек. Происходит перестрелка, но Джош в итоге находит девушек в одной из кабинок. Джей преследует Джонни, который собирается улететь на самолёте, но охранник расстреливает машину Джея, и самолёт улетает.
На следующий день Джош сообщает Джей, что Морин скрылась в неизвестном направлении, однако федералы занялись этим делом, и теперь девушек отправят домой. Джей уезжает из Голдстоуна, однако по дороге идёт снова посмотреть пещеры с рисунками аборигенов — места, связанные с его предками, которые показал ему Джимми.

## В ролях

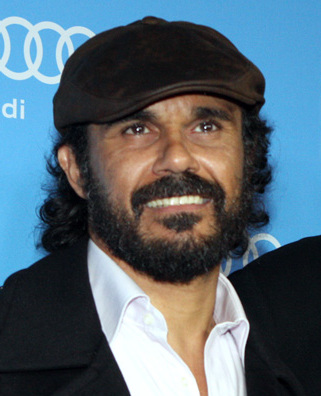
Аарон Педерсен в 2013 году

- Аарон Педерсен — детектив Джей Сван
- Алекс Расселл — полицейский Джош Уотерс
- Джеки Уивер — мэр Голдстоуна Морин
- Дэвид Уэнэм — Джонни
- Дэвид Галпилил — Джимми
- Чжэн Пэйпэй — миссис Лао
- Мишель Лим Дэвидсон — Мэй
- Кейт Бихан — Пинки
- Томми Льюис — Томми
- Майкл Дорман — бандит с повязкой Патч
- Макс Каллен — старожила
- Камерон Эмбридж — охранник

## Награды
- Ассоциация кинокритиков Австралии[2] —
  - лучшая режиссёрская работа (Иван Сен)
  - лучшая операторская работа (Иван Сен)
  - лучший актёр (Аарон Педерсен)
  - лучшая актриса второго плана (Джеки Уивер)
- Круг кинокритиков Австралии —
  - лучший фильм
  - лучшая режиссёрская работа (Иван Сен)
  - лучший сценарий (Иван Сен)
  - лучшая музыка (Иван Сен)
  - лучший актёр (Аарон Педерсен)
- Австралийская гильдия звукорежиссёров кино[3] —
  - лучшая запись звука для фильма

## Критика
Фильм получил преимущественно положительные отзывы. На Rotten Tomatoes у него 76 % одобрительных оценок на основе 37 рецензий, со средним рейтингом 7,07/10. На Metacritic средняя оценка фильма составляет 78 из 100 на основе 10 отзывов.